# Philippe Mouchebeuf
Philippe Mouchebeuf, de Bourg sur Gironde, né en 1957, est un auteur français de jeux de société.

## Ludographie

### Seul
- Fief, 1984, International Team
- Aristo, 1989, Dragon Radieux
- Fief 2, 1989, Eurogames
- Courtisans, 1998, Tilsit
- Fief (3), 2011, Asyncron

### AvecFrançois Lazujan
- Le grand alchimiste, 1999, Tilsit